# Manuel de Seabra
Manuel de Seabra (Lisboa, 7 de julio de 1932 – Barcelona, 22 de mayo de 2017) fue un escritor portugués, periodista y traductor. Trabajó con los idiomas esperanto, ruso, portugués y catalán. Junto a su esposa, colaboró en la compilación del Diccionario portugués-catalán/catalán-portugués. Fue galardonado con la Creu de Sant Jordi en el año 2001.

## Obras

### En portugués
- Eu e o diabo (1950)
- Cântico necessário (1954)
- Terra de ninguém (1959)
- O retrato esboçado (1960)
- O fogo sagrado (1961)
- Os sobreviventes (1965)
- 85 poemas realistas (1974)
- Os rios sem nome (1982)
- A literatura indo-portuguesa (1971), con Vimala Devi
- Os exércitos de Paluzie (1982)
- Conheces Blaise Cendrars (1984)
- Promessa às escuras (1994)
- O dia em que Jesus traiu Judas (1996)
- A reforma dos cavalos (1998)
- Bar-Mitzvah (2001)
- Odiai-vos uns aos outros (2003)

### En catalán
- Els exèrcits de Paluzie (1982)
- Coneixes Blaise Cendrars? (1984)
- Paisatge amb figures (1986)
- Fer senyors a la Plaça Roja (1986)
- El dia que Jesús va trair Judes (1995)
- Odieu-vos els uns als altres (2004)
- Diccionari portuguès-català (1985), amb Vimala Devi
- Diccionari català-portuguès (1989), amb Vimala Devi

### En esperanto
- Antologio de portugalaj rakontoj (redactor) (1959)
- La armeoj de Paluzie (1996)
- Promeso en obskuro (1997)
- La tago kiam Jesuo perfidis Judason (2001)
- Ĉu vi konas Blaise Cendrars? (2007)
- Malamu vin, unu la alian (2009)